# Alocasia cucullata
Espèce
Alocasia cucullata est une espèce de plantes monocotylédones de la famille des Araceae, sous-famille des Aroideae, originaire du Sud-Est asiatique. L'espèce a été introduite, notamment au Japon.
Ce sont des plantes herbacées vivaces pouvant atteindre 1 mètre de haut. L'inflorescence, généralement solitaire, apparaît rarement. C'est un spadice jaunâtre entouré d'une spathe verte. Les fruits sont des baies, rouges à maturité.
Cette plante est utilisée en médecine traditionnelle en usage externe, notamment pour traiter les morsures de vipères C'est[pas clair] une plante porte-bonheur dans les temples bouddhistes du Laos et de Thaïlande.

## Taxinomie

### Synonymes
Selon The Plant List (19 novembre 2020) :
- Alocasia rugosa (Desf.) Schott
- Arum cucullatum Lour. (basionyme)
- Caladium colocasiaSchott ex Wight
- Caladium rugosum Desf.
- Colocasia cochleata Miq.
- Colocasia rugosa (Desf.) Kunth
- Panzhuyuia omeiensis Z.Y.Zhu